# شارلوت آيفز كوب كيربي

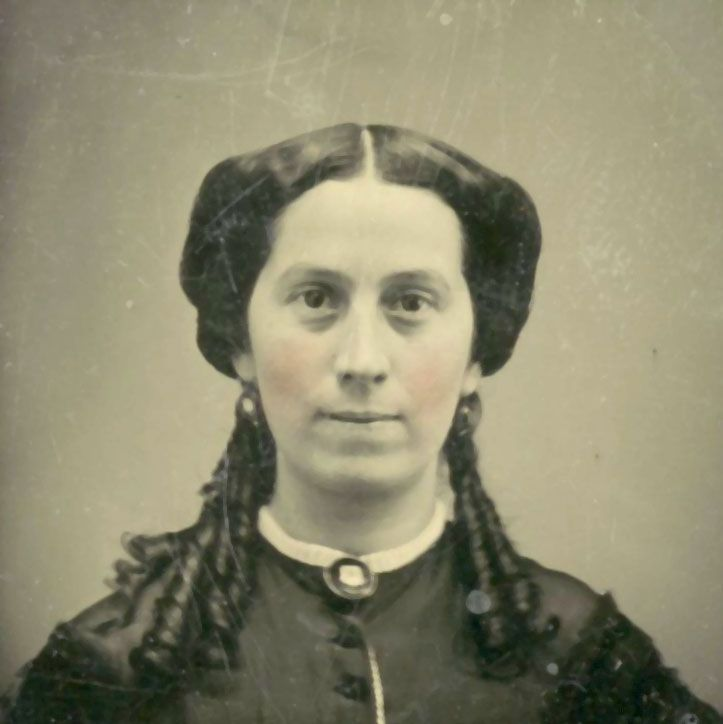
شارلوت آيفز كوب كيربي

كانت شارلوت آيفز كوب كيربي (3 أغسطس 1836 - 24 يناير 1908) ناشطة راديكالية ومؤثرة في مجال حقوق المرأة ومناصرة لحركة الاعتدال في ولاية يوتا وشخصية وطنية بارزة. ولدت شارلوت في ولاية ماساتشوستس وانتقلت في سن السابعة إلى ناوفو بولاية إلينوي مع والدتها، التي كانت من أوائل المنتسبين إلى كنيسة يسوع المسيح لقديسي الأيام الأخيرة (كنيسة إل دي إس). وتزوجت والدتها هناك زواجًا متعددًا فكانت الزوجة الثانية لبريام يونغ، دون طلاق والد شارلوت، هنري كوب. انتقلوا بعد ذلك في 1848 إلى يوتا. وتحدثت شارلوت، التي تزوجت في السابق زواجًا متعددًا، ضد التعددية الزوجية ولاقت معارضة كبيرة من ناشطات حق الاقتراع المناصرات للتعددية الزوجية. كان زواجها الأول من وليام إس. غودب، زعيم فرع الغودبيت في كنيسة إل دي إس. وبعد طلاقها من غودب، تزوجت من جون كيربي، رجل من خارج كنيسة إل دي إس، وظلا معًا حتى وفاة شارلوت عام 1908. كانت شارلوت شخصية بارزة في جمعية حق المرأة في الاقتراع بإقليم يوتا، وعملت مراسلة للحكومة وغيرها من المنظمات المناصرة لحقوق المرأة، بما في ذلك الرابطة الوطنية لحق المرأة بالاقتراع. كثيرًا ما سافرت شارلوت إلى الساحل الشرقي لإلقاء محاضرات بشأن حقوق المرأة والاعتدال، فكانت أول امرأة من ولاية يوتا، وأول امرأة تتمتع بحقوق الاقتراع، تتحدث إلى الجماهير الوطنية المناصرة لحق المرأة بالاقتراع. توفيت شارلوت آيفز كوب كيربي في 24 يناير 1908 عن عمر يناهز 71 في مدينة سولت ليك سيتي بولاية يوتا.

## حقوق المرأة وحق الاقتراع

### حق الاقتراع في ولاية يوتا
بعد منح المرأة حق الاقتراع في وايومنغ في ديسمبر 1869، منح المجلس التشريعي الإقليمي ليوتا نساء يوتا الحق في الاقتراع عام 1870. وقبيل إقرار حق الاقتراع، تلقت سالت ليك تقارير تفيد بأن الكونغرس هدد بحرمان نساء يوتا من حق الاقتراع بسبب ممارسة التعددية الزوجية غير الرائجة على المستوى الوطني والسائدة في يوتا والتي تعمل بها كنيسة إل دي إس. وبعد اطلاعه على هذه التقارير والأفكار المناهضة للتعددية الزوجية، وقع أمين الإقليم إس. إيه. مان على مشروع قانون لمنح النساء حق الاقتراع في إقليم يوتا في 12 فبراير 1870. أثار هذا الحق الانتخابي الاهتمام الوطني لأنه شمل عددًا من النساء المؤهلات للاقتراع أكبر بأربعين مرة مما هو عليه في وايومنغ، وكانت غالبية النساء أعضاء في كنيسة إل دي إس. اعتقد الكونغرس وكذلك منظمات حق الاقتراع، مثل الجمعية الوطنية لحق المرأة بالاقتراع، أن منح هذا الحق في يوتا سيجعل النساء يصوتن ضد التعددية الزوجية. ومن ناحية أخرى، توقع أعضاء كنيسة إل دي إس، أن يعزز هذا الحق التقاليد الدينية من خلال تمكين النساء المناصرات لعُرف التعددية الزوجية.
قدمت يوتا طلبًا لدخولها تنظيم الولايات خلال ثمانينيات القرن التاسع عشر. فرفض الكونغرس هذا الالتماس، واقترح بدلًا من ذلك الاعتراف بها إذا ما حُرمت النساء من حق الاقتراع. بالإضافة إلى ذلك، جرد قانون إدموندز تاكر جميع نساء يوتا من حقوقهن في الاقتراع لأن منحهن هذا الحق لم ينه التعددية الزوجية. بدأت الناشطة بيلفا آن لوكوود حملة لتبين أن النضال لم يكن فقط من أجل «أصوات نساء المورمون» بل من أجل «حقوقٍ متكافئة للنساء من ناحية المبدأ». وبعد هذه الحملة، اتُهم أنصار حق الاقتراع بدعمهم للتعددية الزوجية. حاولت نصيرات حق الاقتراع مثل سوزان بي. أنتوني توضيح أن نواياهن موجهة فقط للدفاع عن حق المرأة في الاقتراع، وليس للتعددية الزوجية، واستمرين بالنضال من أجل حق الاقتراع في الغرب. شوه ربط الاقتراع بالتعددية الزوجية وجهة النظر العامة لحركة الاقتراع الوطنية وارتباطاتها مع المدافعين عن حقوق الاقتراع في كنيسة إل دي إس. وواصل دعاة حق الاقتراع في يوتا النضال من أجل حق المرأة به، وزار العديد منهم يوتا عام 1895. وبقيادة مؤتمر جبل روكي لحق الاقتراع في سالت ليك سيتي، تعاونت سوزان بي. أنتوني وآنا هوارد شو لتشكيل جمعية تعنى بحق الاقتراع في يوتا، وتدعى جمعية إقليم يوتا لحق المرأة بالاقتراع، إذ أراد العديد من الرجال في يوتا التخلي عن حق المرأة في الاقتراع من أجل الدخول في تنظيم الولايات.